# Chasing a Rainbow: The Life of Josephine Baker
Chasing a Rainbow: The Life of Josephine Baker é um documentário britânico de 1986 dirigido por Christopher Ralling.

## Sinopse
Documentário sobre a cantora e bailarina estadunidense Josephine Baker (1906-1974), que emigrou para a França onde foi uma grande artista de 1927 até sua morte.

## Elenco

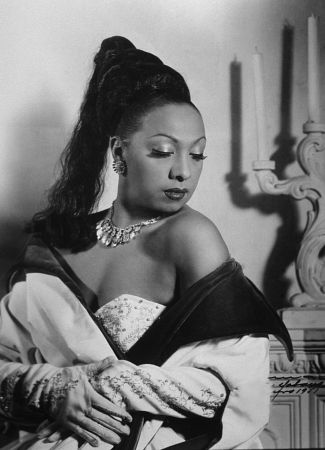
Josephine Baker em 1950.

- Josephine Baker ... Ela mesma (arquivos)
- Jacqueline Cartier ... Ela mesma
- Adelaide Hall ... Ela mesma
- Todd Olivier ... narrador
- Alain Weill ... Ele mesmo